# Лидо Адрјано (Равена)
Лидо Адрјано (итал. Lido Adriano) је насеље у Италији у округу Равена, региону Емилија-Ромања.
Према процени из 2011. у насељу је живело 5693 становника. Насеље се налази на надморској висини од 2 м.